# Menjamel de Meek
El menjamel de Meek (Ptiloprora meekiana) és una espècie d'au passeriforme de la família Meliphagidae endèmica de Nova Guinea.
Es troba al llarg de la serralada Central de l'illa de Nova Guinea. El seu hàbitat natural són els boscos humits tropicals de muntanya.